# 玄界島
玄界島（げんかいじま）は、福岡県福岡市西区に所属する島。筑前諸島地域として離島振興法の離島振興対策実施地域となっている。島の面積は約1.16km2である。また、地名（行政区画）としての「玄界島」の呼称は福岡県福岡市西区の大字となっており、全島がこれに該当する。人口は353人、世帯数は167世帯（令和2年国勢調査）。

## 地理
福岡湾の出口、玄界灘に面している。形状は北西から南東に向かう短楕円形である。最高地点は遠見山（218m）。
水深20mの海底から立ち上がる陸島である。糸島半島に続き、リアス式海岸である岩石海岸が発達している。糸島半島との間の海峡は幅2.6kmであり、音無瀬戸と呼ばれる。瀬戸中央部には大机島、小机島が位置する。島の北方約300mに黒瀬と呼ばれる幅200m程度の岩礁が発達している。黒瀬は、新生代第四紀に活動した福岡県唯一の火山島に分類され、玄武岩で構成されている。北西約500mに柱島が位置する。

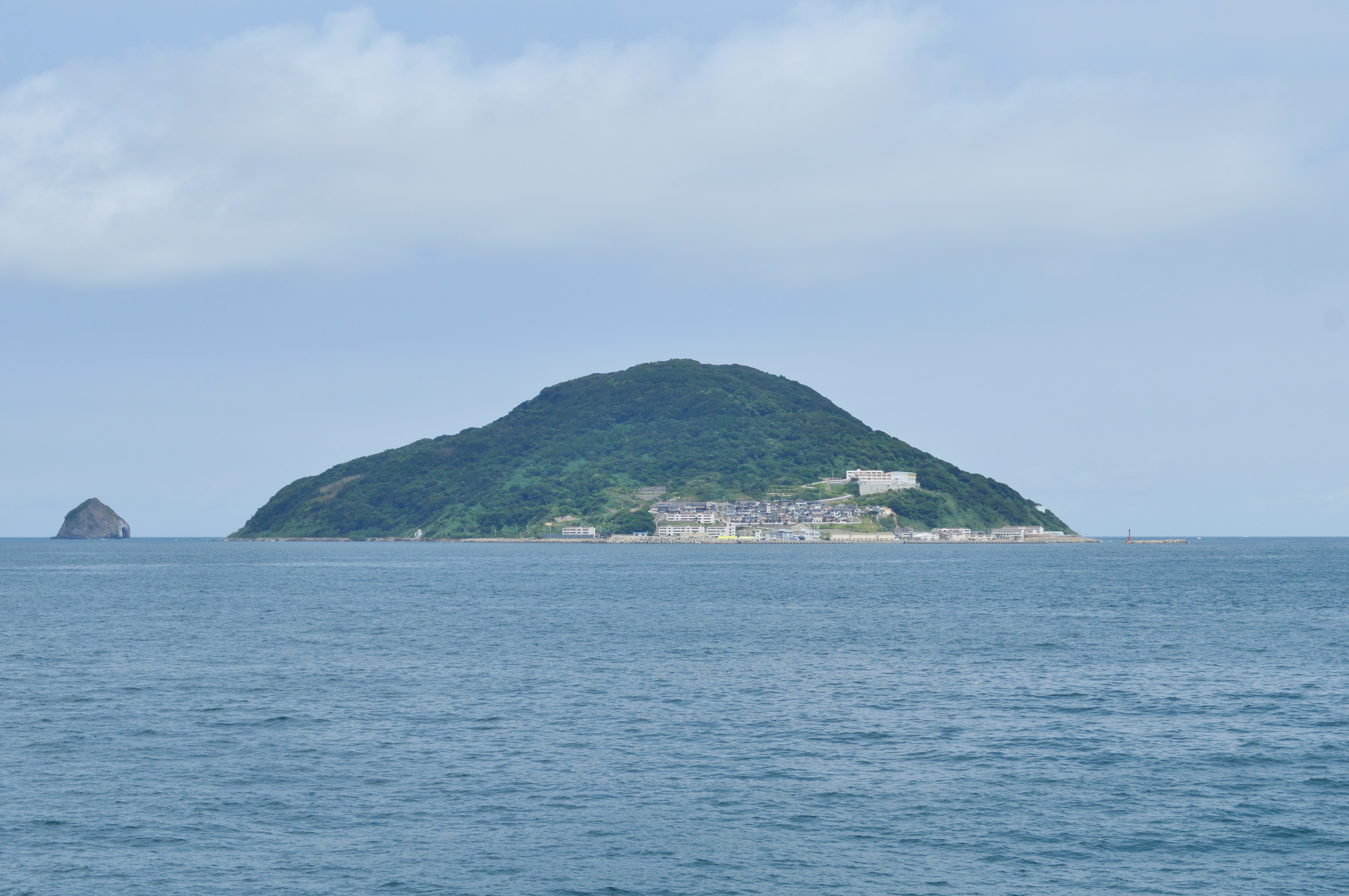
島全景
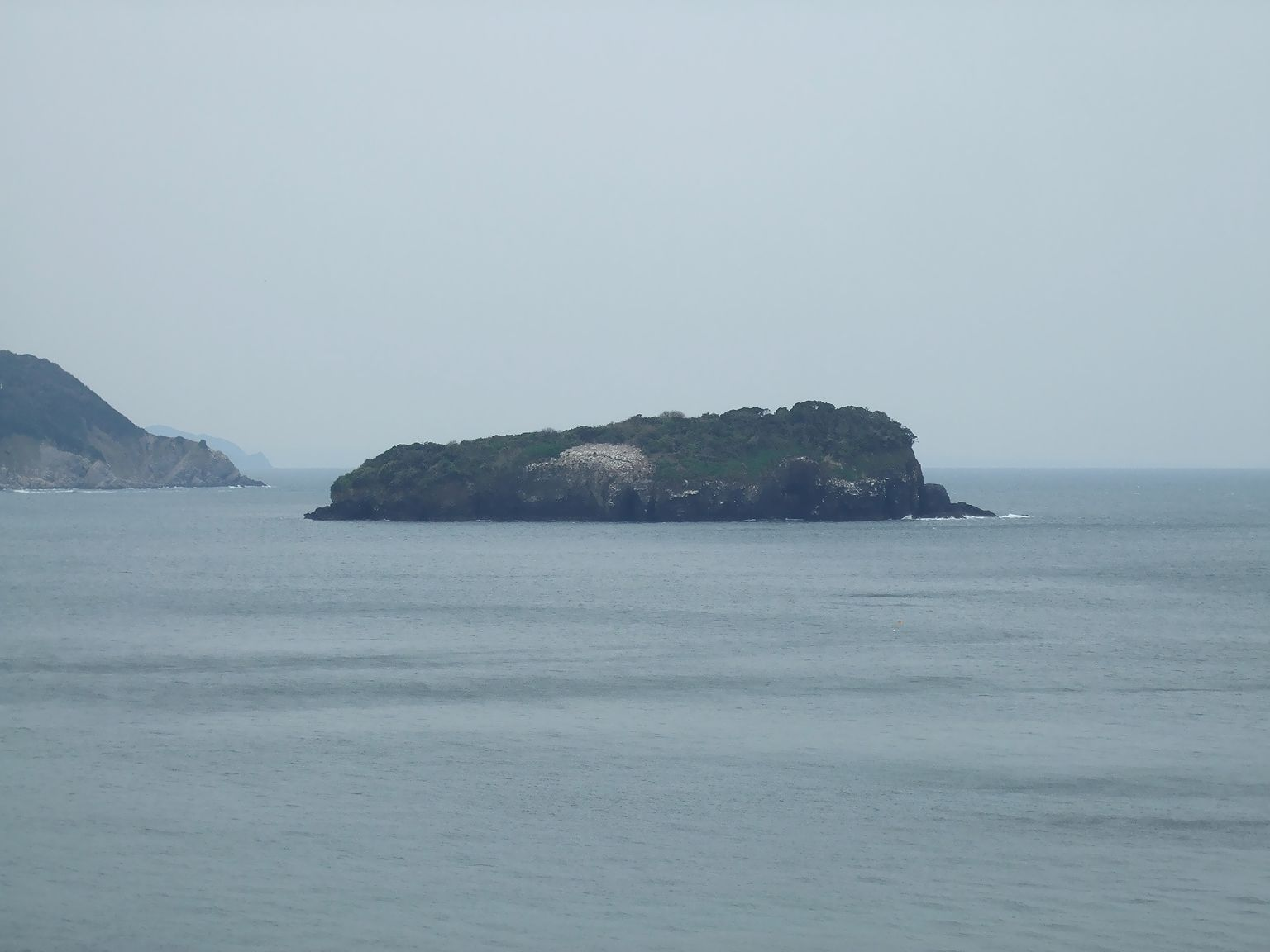
大机島
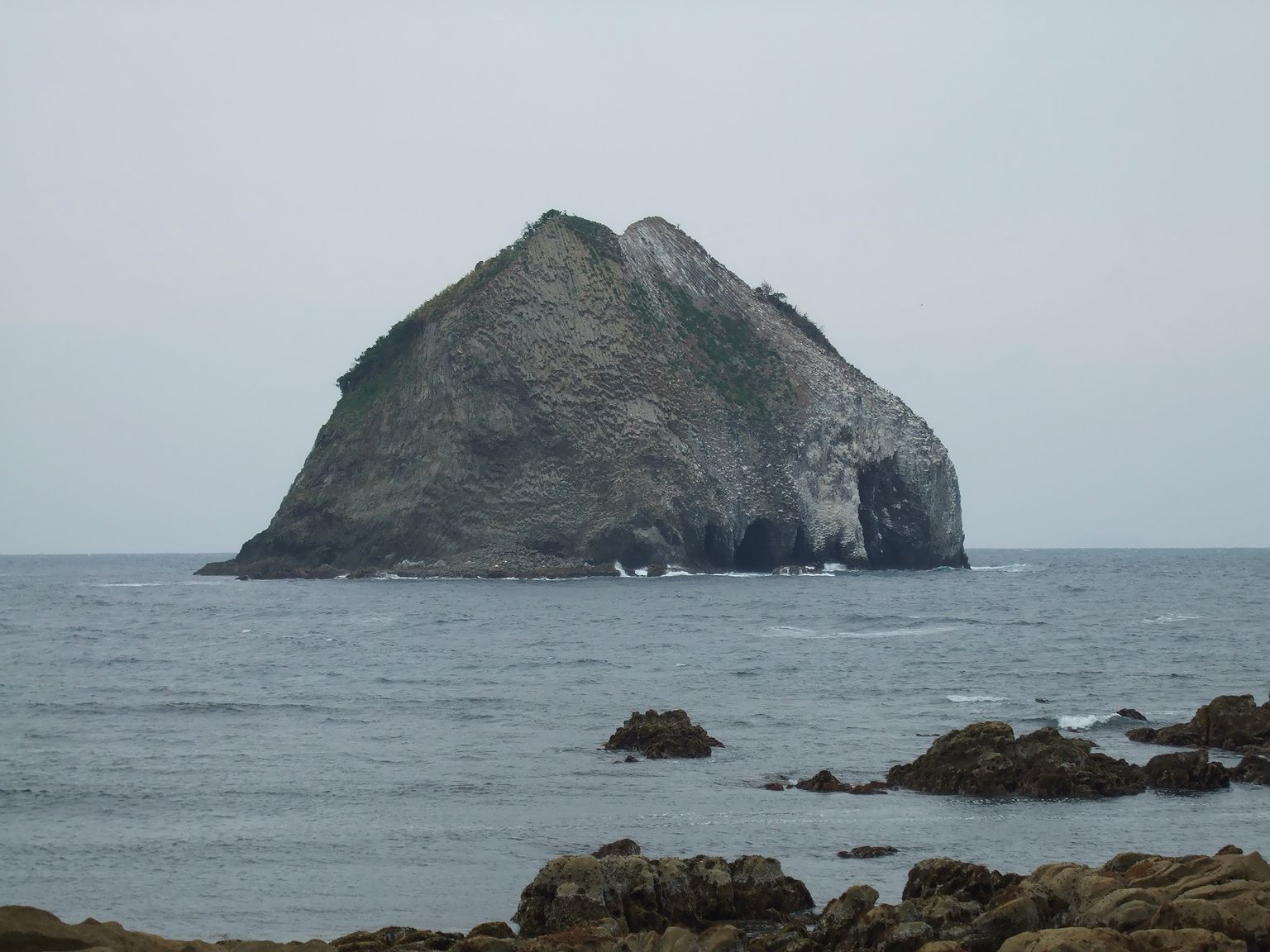
柱島

## 歴史
古くは久島、次に月海島と呼ばれ、最後に現在の玄界島という呼び名に変わった。
- 1274年（文永11年） - 文永の役（元寇）において、元軍が島の西（音無瀬戸）を通過。
- 1281年（弘安4年） - 弘安の役（元寇）において、元軍が島の東を通過。
- 1645年（正保2年） -  外国船の動静を監視するための遠見番所を江戸幕府が設置。
- 1866年（慶応2年） - 福岡藩の斉田要七と堀六郎の斬首刑が執行される。
- 1882年（明治15年） - 玄界小学校開校
- 1889年（明治22年） - 志摩郡小田村の一部となる。
- 1896年（明治29年）- 糸島郡に編入される。
- 1896年（明治29年） - 小田村が北崎村に改称される。
- 1934年（昭和9年）- 島の北西部に玄界島灯台が建設される。
- 1947年（昭和22年） - 玄界中学校が開校。
- 1961年（昭和36年） - 北崎村が福岡市に編入される。
- 1996年（平成8年） - 漁港から集落への荷物運搬用のモノレールが完成。
- 2005年（平成17年） - 福岡県西方沖地震が発生。震度7〜震度6弱と推定される[注釈 1]大きな揺れによって家屋の7割が全半壊するなど多大な被害を受ける。

## 観光
1956年（昭和31年）6月1日に指定された玄海国定公園内に位置する。訪問客は年間1万4,000人。多くは釣り客である。玄界島の動物としてカラスバト、クロサギが挙げられる。観光名所として、小鷹神社や若宮神社がある。
2005年（平成17年）に発生した福岡県西方沖地震からの復興後は本土の小中学校からの遠足を招致する活動などを進めている。一方、震災前に2軒あった民宿はどちらも再開していない。漁協の商店も日祝日は休みであるなど観光客の受け入れ態勢はまだ十分に整ってはいない。しかしながら、島唯一のコーヒーショップの「にゃる'S COFFEE」や食堂の「漁師料理 福玄丸」がある。

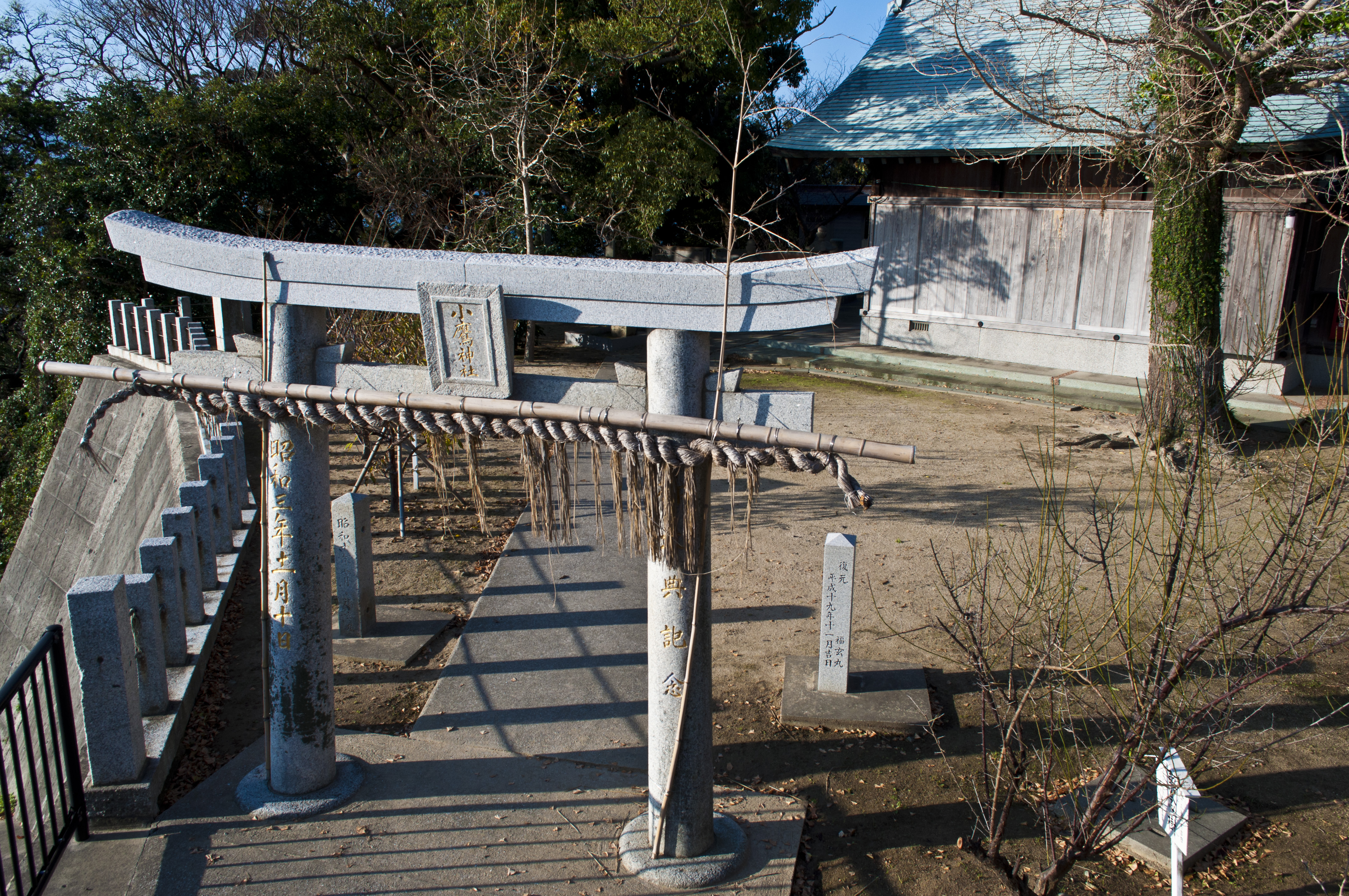
小鷹神社
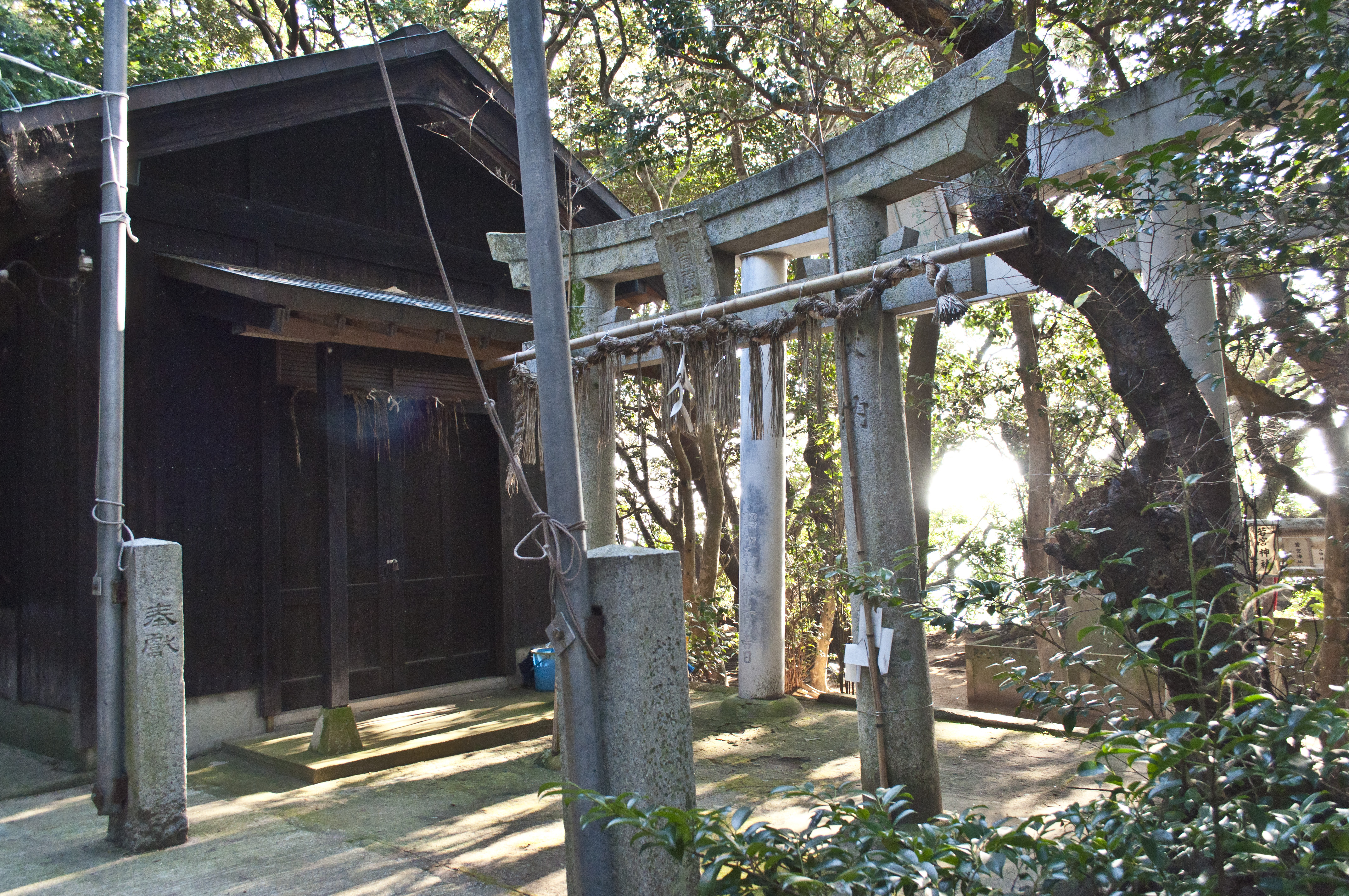
若宮神社
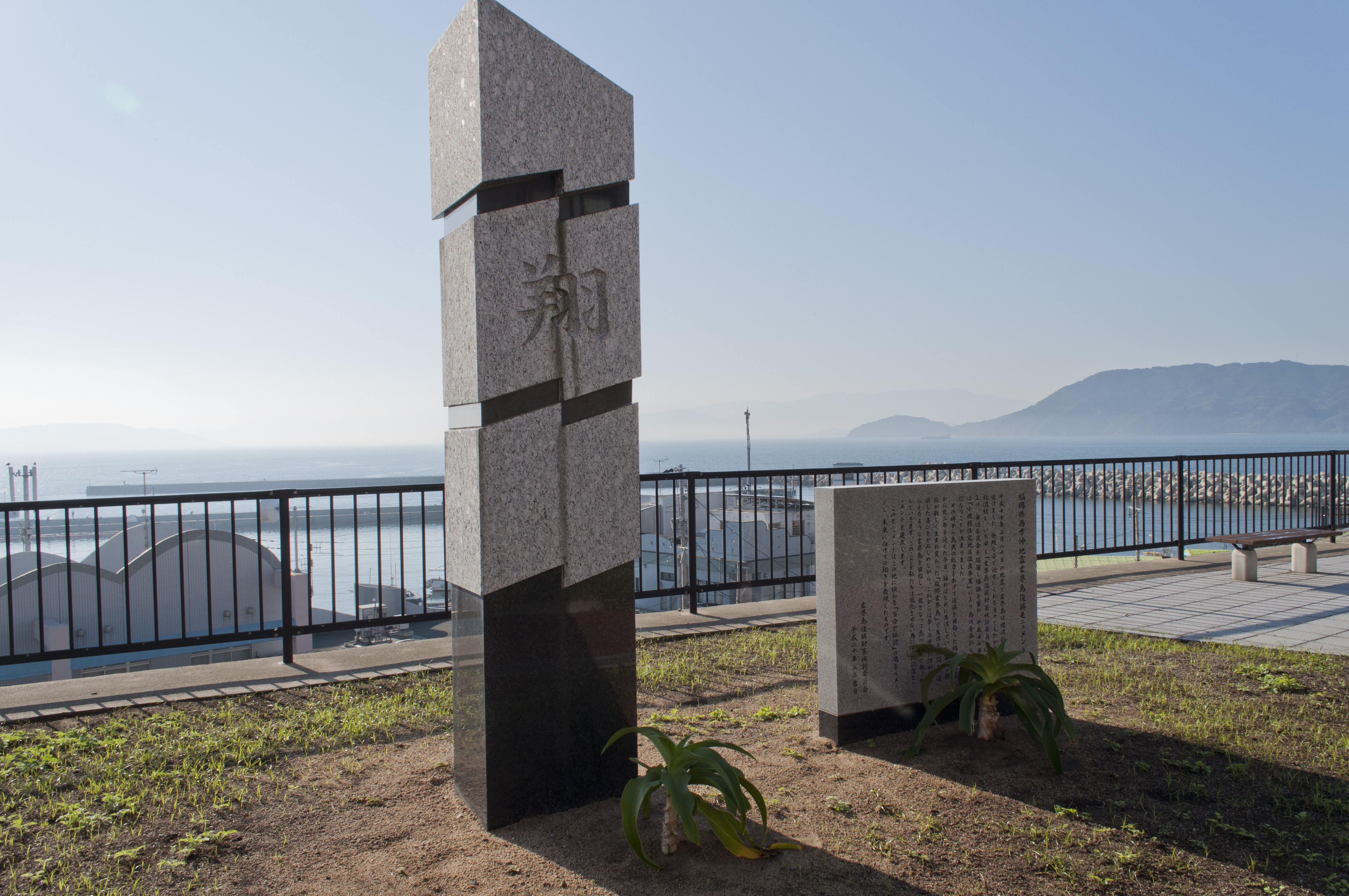
震災からの復興を記念するモニュメント

## 交通
島の南端に玄界島港が開き、博多埠頭（博多区築港本町）と玄界島を結ぶ福岡市営渡船の定期航路がある。1日7便。18kmを所要時間35分で運航する。かつては糸島半島の宮浦と玄界島を結ぶ航路もあったが廃止されている。
震災前は集落内の道路がほぼすべて階段（がんぎ段）という独特なものであったが、復興工事により車道が整備され多くの道路で自動車の通行が可能な状態となっている。また、高低差50メートルの斜面地の移動のために、エレベーターも設置されている。
漁港から集落を結ぶ荷物運搬用モノレールが島の南側斜面の東西に1基ずつ存在している。これは集落と漁港の間を車で移動できなかった震災前に設置されていたものであり、現在は使用されていない。
島の南西部には災害時や救急搬送用に利用可能なヘリポートが設置されている。

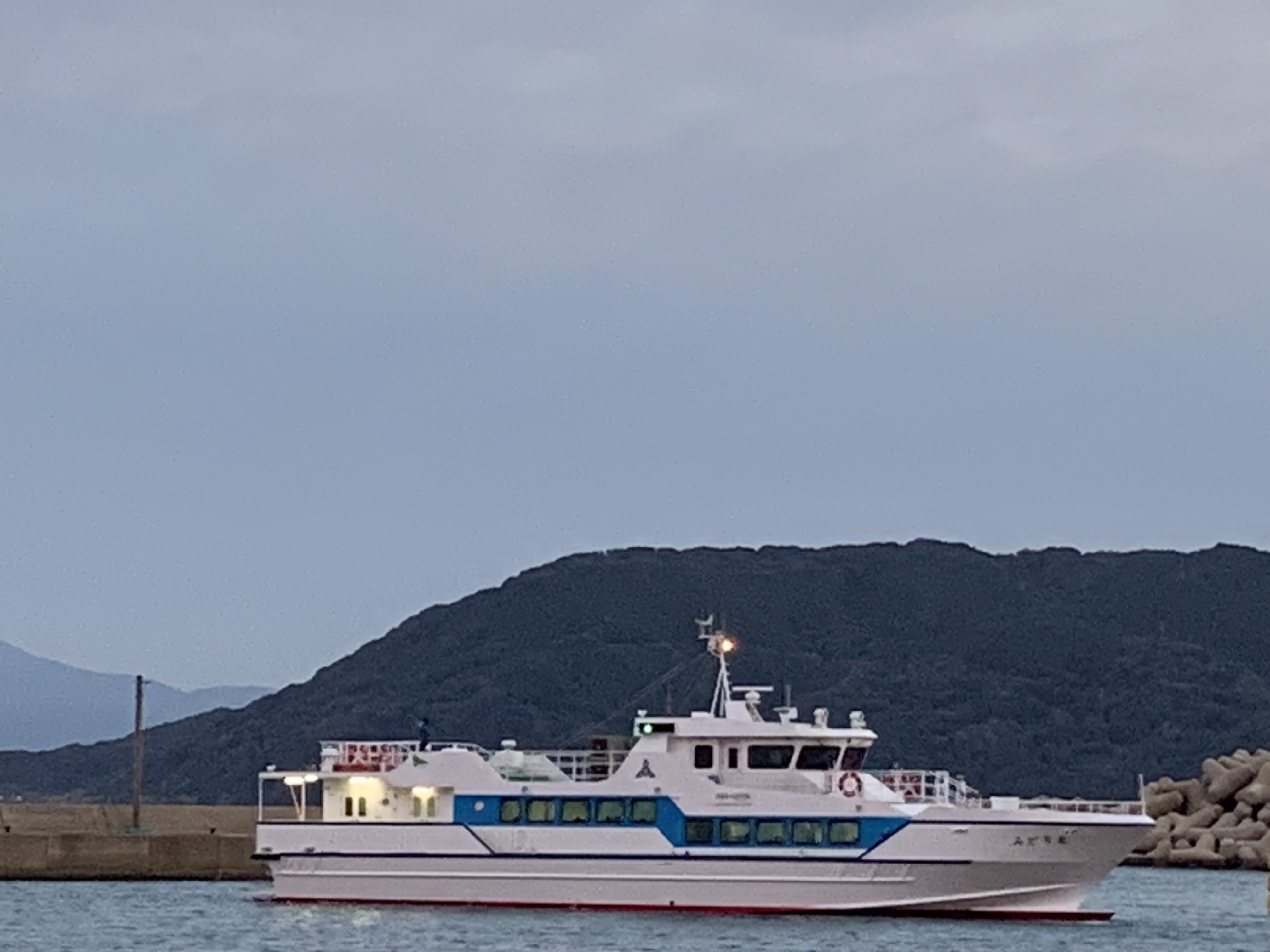
市営渡船「みどり丸」
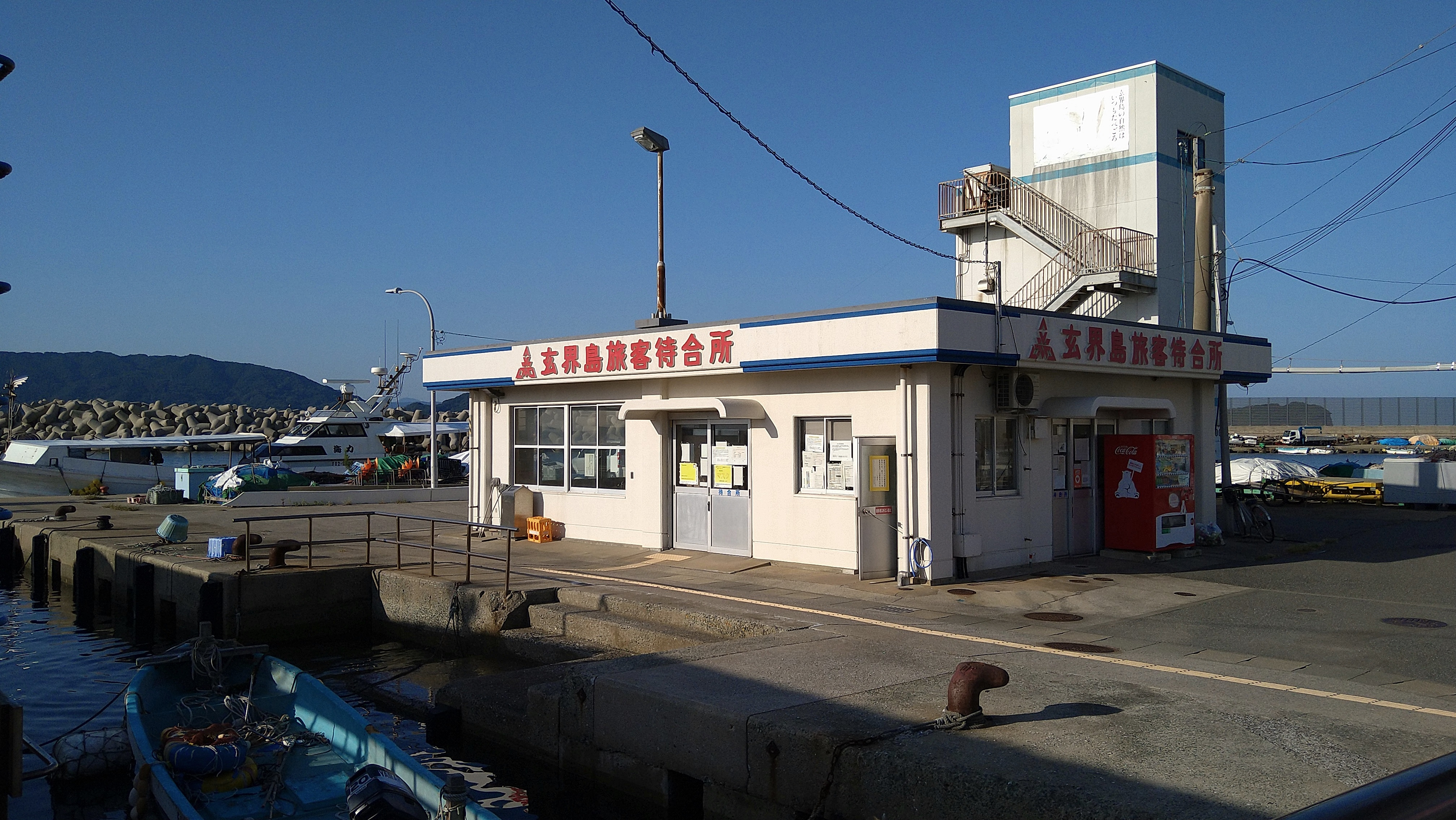
玄界島旅客待合所
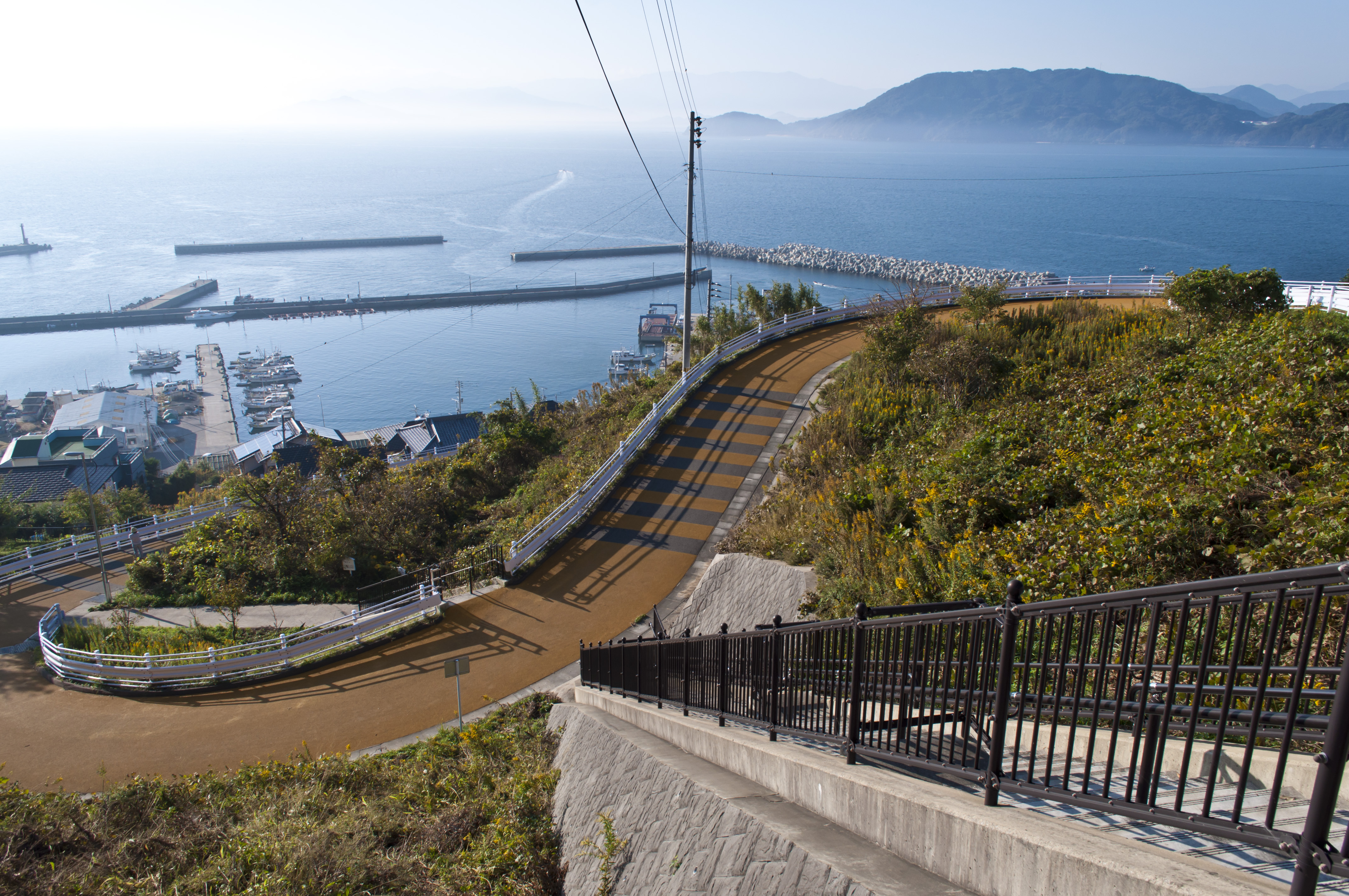
島の道路と階段。車道は急斜面を登るため蛇行している。
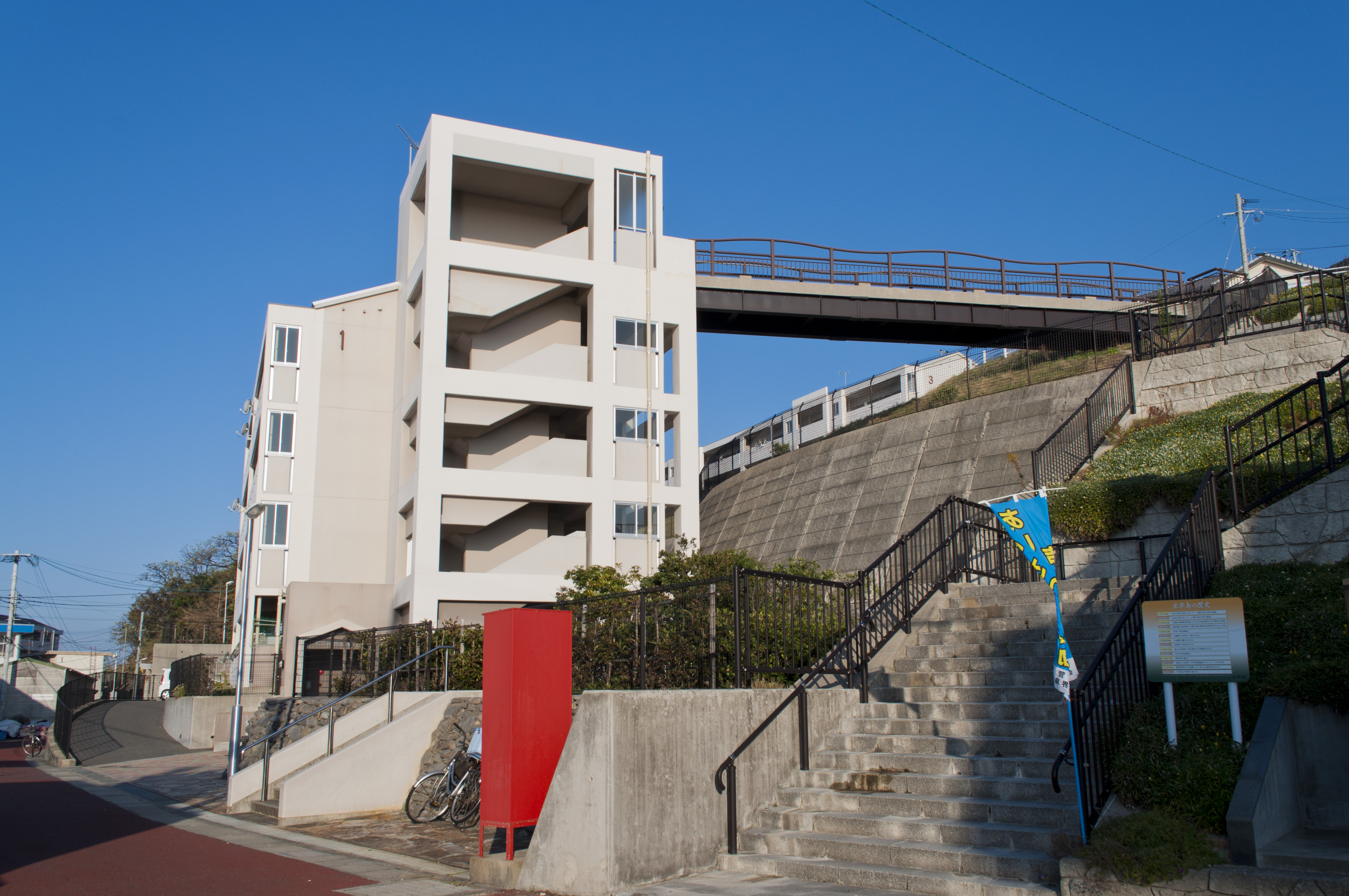
斜面移動用のエレベーター。（写真中央の構造物）市営住宅に併設されている。
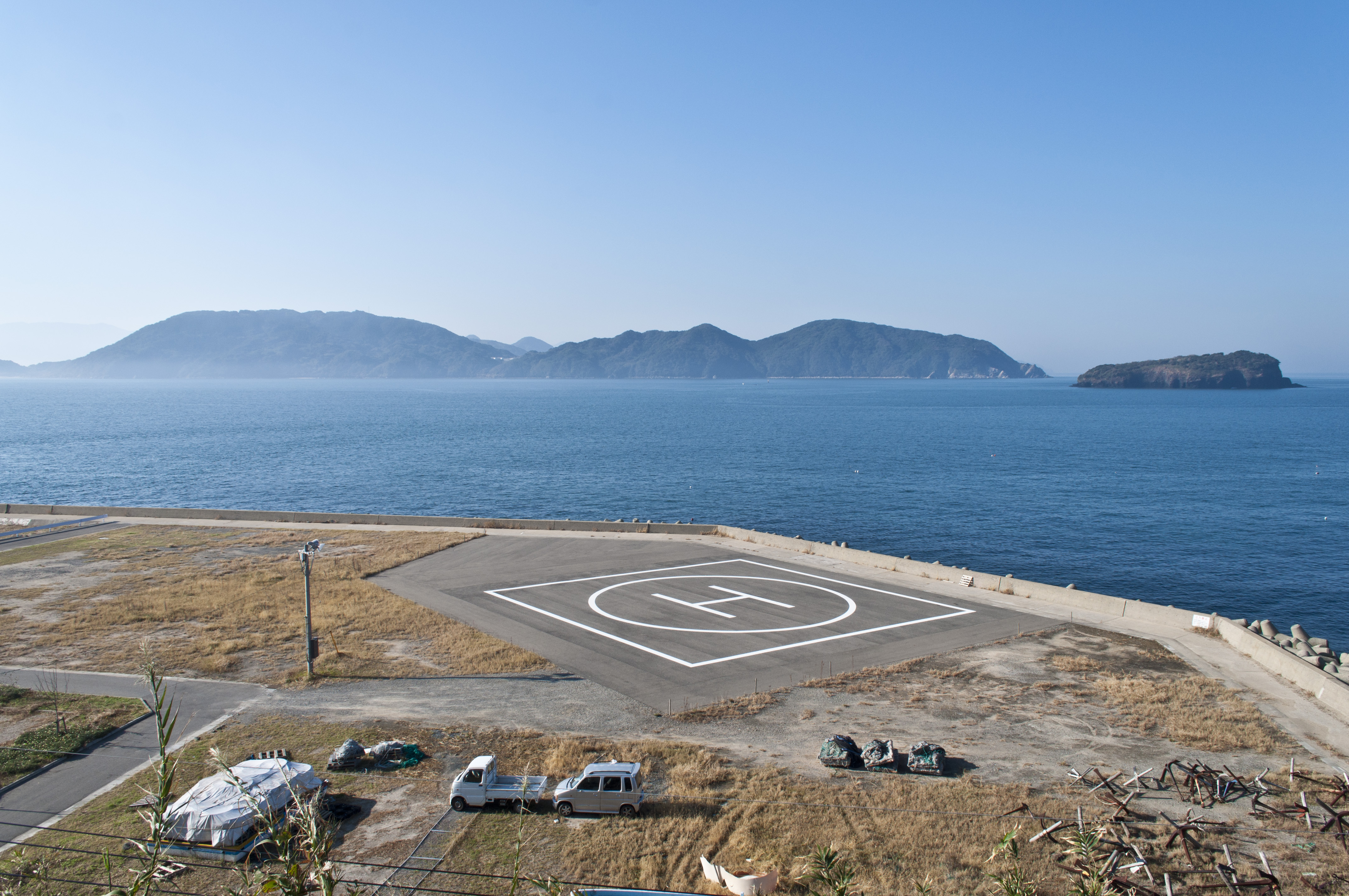
緊急用ヘリポート。夜間用の照明も設置されている。
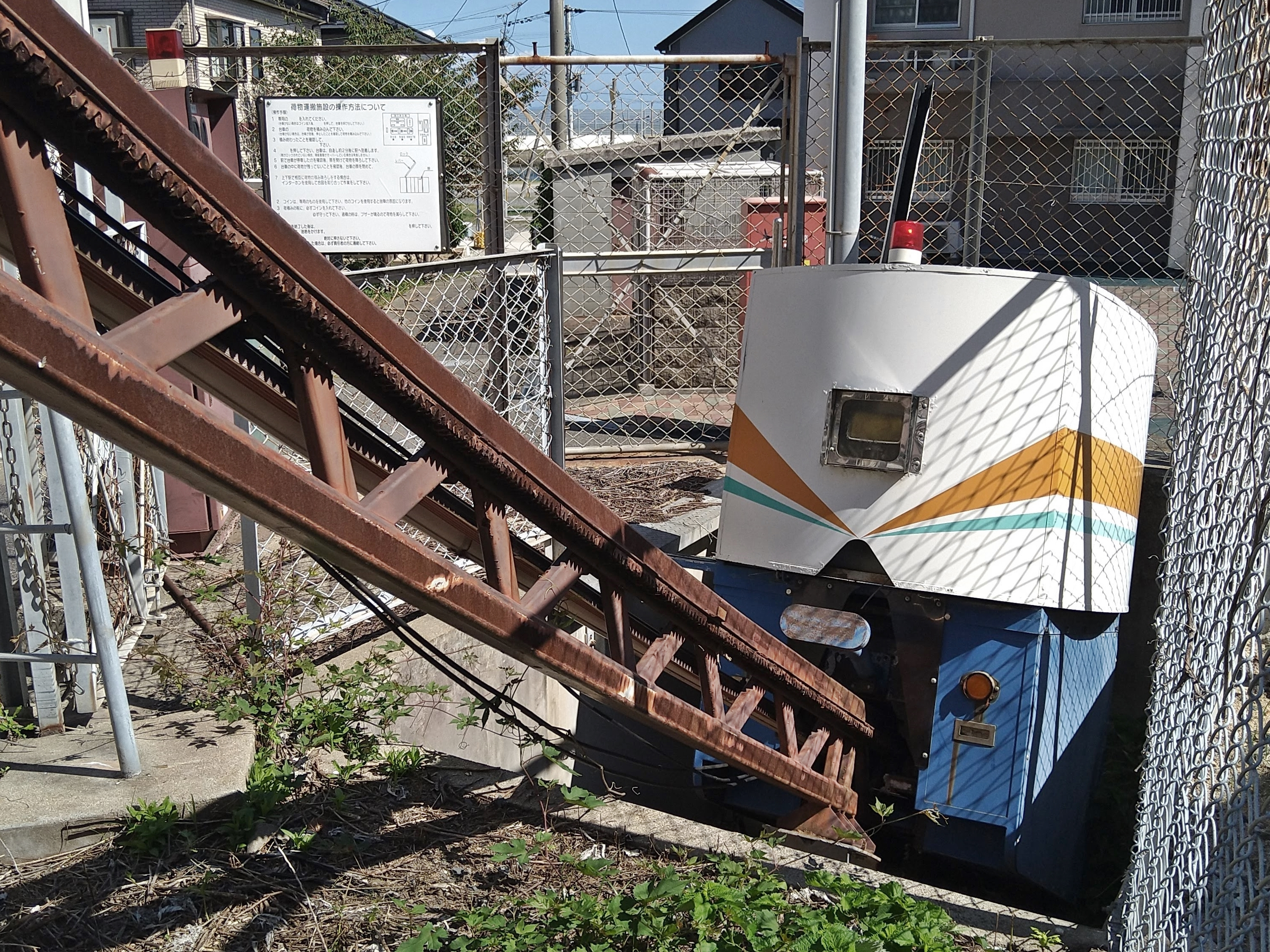
玄界島荷物運搬施設2号機（物資輸送用モノレール・撤去済み）

## 産業
すべての人家が島の南東斜面沿岸斜面に集中しており、島民は主に漁業に従事している。ブリなどの一本釣り、サザエ漁が盛ん。小呂島（おろのしま）と並び、西区内の離島振興法指定の離島である。福岡県西方沖地震からの復興後、南側の斜面地は新築の家が並ぶニュータウンのような景観となっている。

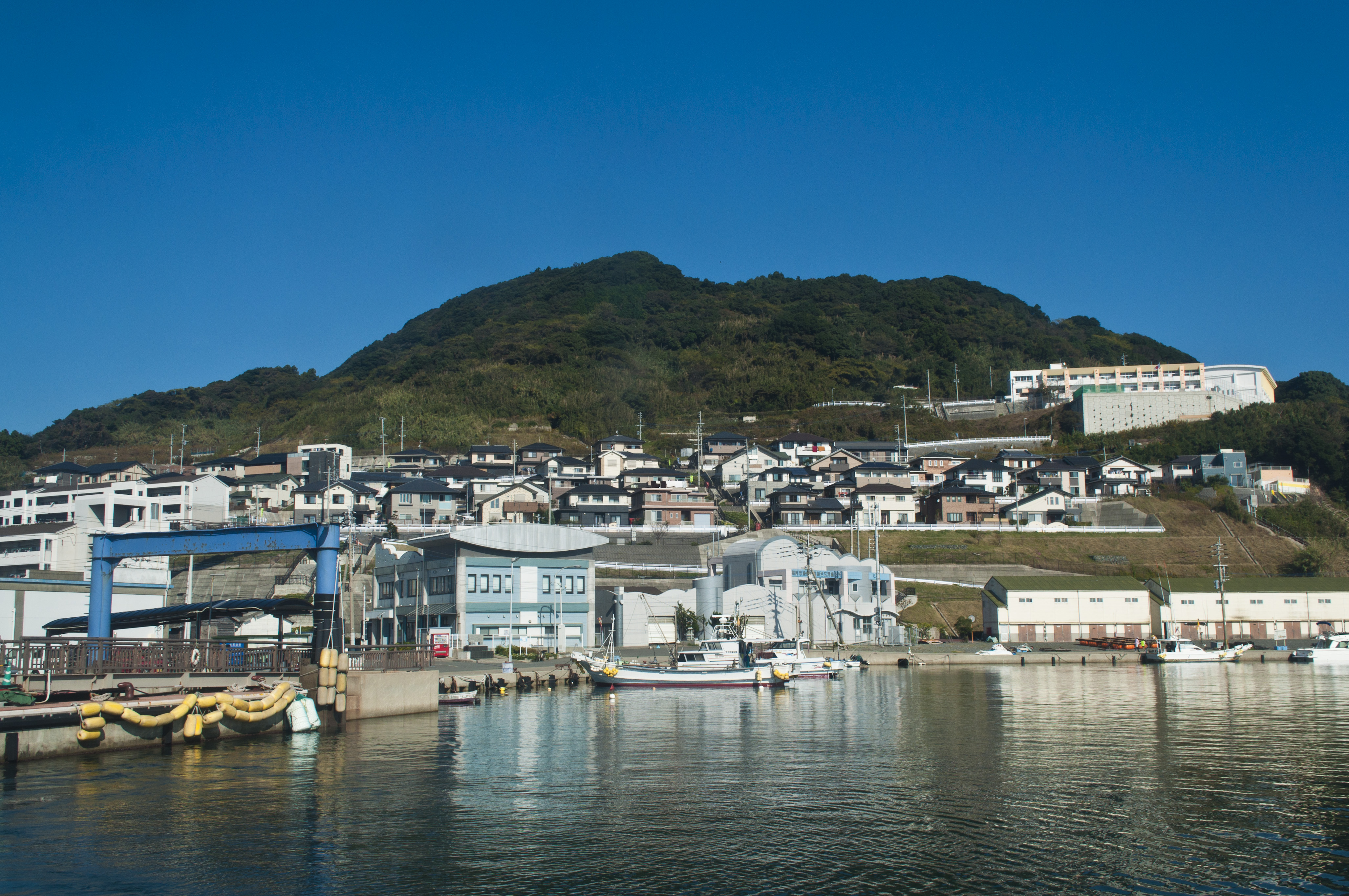
漁港から集落を望む
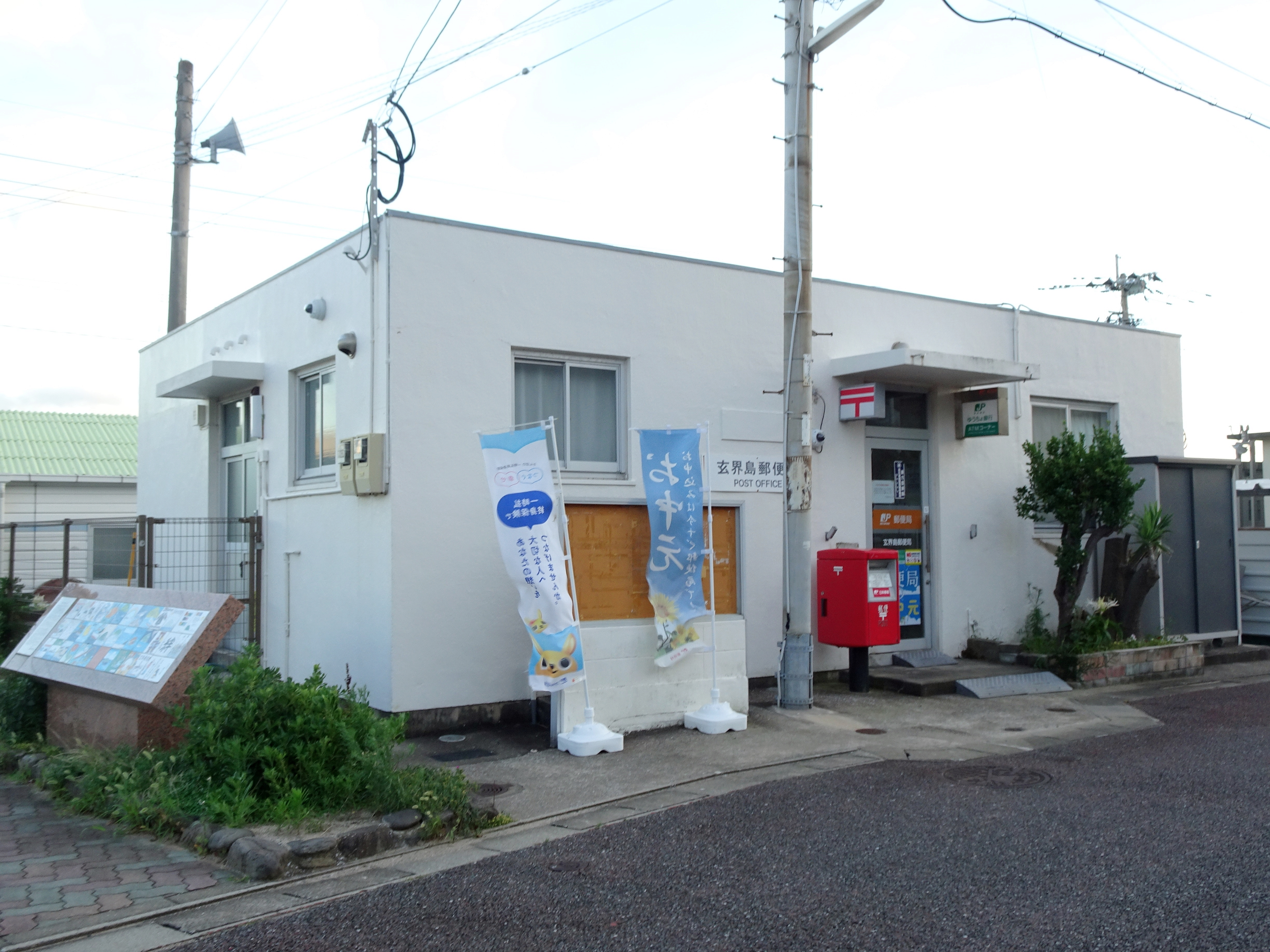
玄界島郵便局

## 学校
島の南東に福岡市立玄界小学校・福岡市立玄界中学校が立地している。

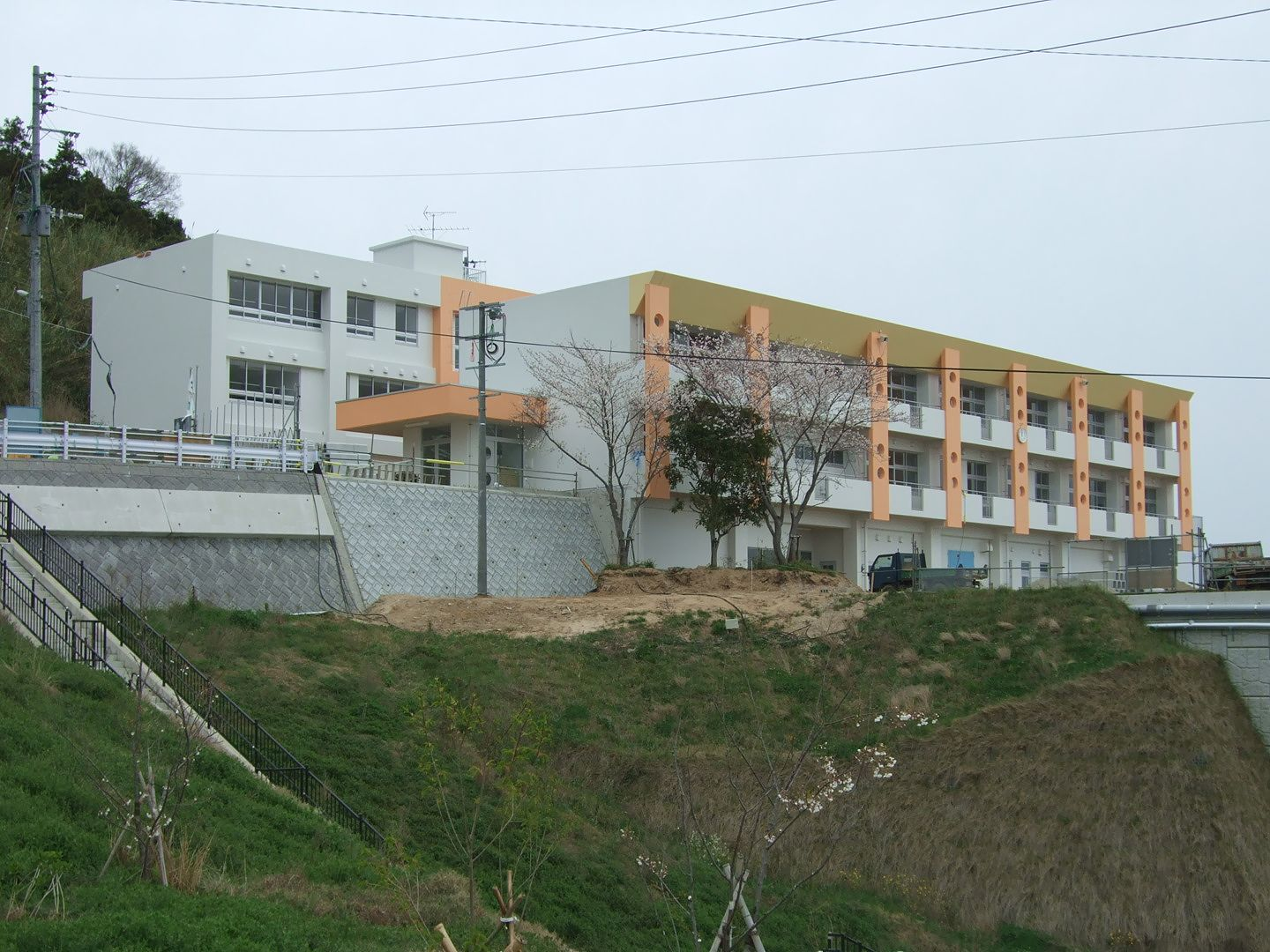
玄界小中学校

## 玄界島に関する作品
- 百合若大臣伝承 - 平安時代の武将百合若が玄界島に置き去りにされた事件。百合若の住居跡であり、愛鳥緑丸を待ちわびた場所にちなんで、大臣岩、眠り石、まどろみ浜、などの地名が残る。[6]